# NGC 1064
NGC 1064 est une galaxie spirale barrée relativement éloignée et située dans la constellation de la Baleine. NGC 1064 a été découverte par l'astronome américain Francis Leavenworth en 1886.

## Caractéristiques
Sa vitesse par rapport au fond diffus cosmologique est de 9 041 ± 39 km/s, ce qui correspond à une distance de Hubble de 133,4 ± 9,4 Mpc (∼435 millions d'al).
La classe de luminosité de NGC 1064 est III.
En raison d'une brillance de surface égale à 14,40 mag/am2, on peut qualifier NGC 1064 de galaxie à faible brillance de surface (LSB en anglais pour low surface brightness). Les galaxies LSB sont des galaxies diffuses (D) avec une brillance de surface inférieure de moins d'une magnitude à celle du ciel nocturne ambiant.